# سیارک ۷۳۴۶
سیارک ۷۳۴۶ (به انگلیسی: 7346 Boulanger، نامگذاری:1993DQ2) هفت هزار و سیصد و چهل و ششمین سیارک کشف شده‌است که در ۲۰ فوریه ۱۹۹۳ کشف شد.
قدر مطلق سیارک برابر ۳۷.۱ است.